# Conjecture de Hart-Tipler
La conjecture de Hart-Tipler est l'idée selon laquelle l'absence de sondes de von Neumann détectables constitue une preuve qu'aucune vie intelligente n'existe en dehors du système solaire,. Cette idée a été proposée pour la première fois en opposition à l'équation de Drake dans un article de 1975 de Michael H. Hart intitulé « Explication de l'absence d'extraterrestres sur Terre ». En supposant que les sondes voyageaient à 1/10 de la vitesse de la lumière et qu'aucun temps n'était perdu dans la construction de nouveaux vaisseaux en arrivant à destination, Hart a supposé qu'une vague de sondes Von Neumann pourrait traverser la galaxie en environ 650 000 ans, une durée relativement minime par rapport à l'âge estimé de l'univers, 13,7 milliards d'années. L'argument de Hart a été étendu par le cosmologiste Frank Tipler dans son article de 1981 intitulé « Les êtres intelligents extraterrestres n'existent pas ».
Cette conjecture est la première d'une longue série de solutions proposées au paradoxe de Fermi (le conflit entre le manque de preuves évidentes de l'existence d'une vie extraterrestre et diverses estimations de la probabilité, élevée, de son existence),. Dans ce cas, la solution est qu’il n’existe pas d’autre vie intelligente.

## Contexte
L'Univers est rempli d'un très grand nombre de planètes, dont certaines présentent probablement les conditions propices à la vie. La vie s’étend généralement jusqu’à remplir toutes les niches disponibles. Il n’existe aucune preuve fiable ou reproductible que des extraterrestres aient visité la Terre,. Pourtant, aucune transmission ou preuve de vie extraterrestre intelligente n’a été détectée ou observée ailleurs que sur Terre dans l’Univers. Si la vie intelligente existait, elle aurait produit suffisamment de vaisseaux spatiaux autoréplicateurs, connus sous le nom de sondes von Neumann, pour avoir déjà couvert l'univers à l'heure actuelle. Ces faits contradictoires constituent la base du paradoxe de Fermi, dont la conjecture de Hart-Tipler est l’une des solutions proposées.

## Relation avec d’autres solutions proposées au paradoxe de Fermi
L'hypothèse du premier-né est un cas particulier de la conjecture de Hart-Tipler qui stipule qu'aucune autre vie intelligente n'a été découverte parce que l'humanité est la première forme de vie intelligente de l'univers. Selon l'hypothèse des Berserker, l'absence de sondes interstellaires n'est pas une preuve de l'absence de vie, puisque de telles sondes pourraient « devenir folles » (go berserk en anglais) et détruire d'autres civilisations, avant de s'autodétruire.